# Palimanan Barat
Palimanan Barat is een bestuurslaag in het regentschap Cirebon van de provincie West-Java, Indonesië. Palimanan Barat telt 11.520 inwoners (volkstelling 2010).